# Roberto de Clari
Robert de Clari o de Cléry (Pernois, Picardía, c. 1170-c. 1216) fue un caballero e historiador medieval francés.

## Biografía
Era un caballero de Picardía que dejó una narración de la Cuarta Cruzada titulada La Conquête de Constantinople escrita en francés antiguo. 
Formó parte de la Cuarta Cruzada sirviendo a su señor Pierre de Amiens y al lado de su hermano Aleaume de Clari. Su narración es particularmente interesante porque su punto de vista es el de un vasallo de baja alcurnia que observa los acontecimientos que otros, como por ejemplo Geoffroy de Villehardouin, Gunther de Pairis, el anónimo de Soissons, Pierre des Vaux de Cernay o el anónimo de Halberstadt, han narrado desde un punto de vista más cercano a los poderosos. 
Su crónica comienza con la predicación de la cruzada (1198) y comprende la descripción de los asedios de Zadar en 1202 y de Constantinopla en 1204. Probablemente, Robert volvió a Francia en 1205, pero la crónica prosigue en forma sintética hasta 1216.

## Obras
- Robert de Clari, La Conquête de Constantinople (1924) edición de Philippe Lauer